# Kanton Val-Couesnon
 Val-Couesnon ( tot 2020 kanton Antrain ) is een kanton van het Franse departement Ille-et-Vilaine. Het kanton maakt deel uit van de arrondissementen  Fougères-Vitré (15) en Rennes (9).
Het decreet van 5 maart 2020 heeft de naam van het kanton aangepast aan de gewijzigde naam van zijn hoofdplaats.

## Gemeenten
Het kanton Antrain omvatte tot 2014 de volgende gemeenten:
- Antrain (hoofdplaats)
- Bazouges-la-Pérouse
- Chauvigné
- La Fontenelle
- Marcillé-Raoul
- Noyal-sous-Bazouges
- Rimou
- Saint-Ouen-la-Rouërie
- Saint-Rémy-du-Plain
- Tremblay

Door de herziening van de kantons bij decreet van 18 februari 2014, met uitwerking op 22 maart 2015 werden daar 21 gemeenten aan toegevoegd.
Op 1 januari 2017 werden de gemeenten Saint-Étienne-en-Coglès en Saint-Brice-en-Coglès samengevoegd tot de fusiegemeente (commune nouvelle) Maen Roch.

Eveneens op 1 januari 2017 werden de gemeenten Coglès, Montours en La Selle-en-Coglès samengevoegd tot de fusiegemeente (commune nouvelle) Les Portes du Coglais.

Op 1 januari 2019 werden de gemeenten Antrain, de La Fontenelle, Saint-Ouen-la-Rouërie en Tremblay samengevoegd tot de fusiegemeente (commune nouvelle) Val-Couesnon.

Eveneens op 1 januari 2019 werd de gemeenten Baillé toegevoegd aan de gemeente Saint-Marc-le-Blanc die daardoor het statuut van (commune nouvelle) kreeg.
Sindsdien omvat het kanton volgende 24 gemeenten:
- Andouillé-Neuville
- Aubigné
- Bazouges-la-Pérouse
- Le Châtellier
- Chauvigné
- Feins
- Gahard
- Maen Roch
- Marcillé-Raoul
- Montreuil-sur-Ille
- Mouazé
- Noyal-sous-Bazouges
- Les Portes du Coglais
- Rimou
- Romazy
- Saint-Aubin-d'Aubigné
- Saint-Germain-en-Coglès
- Saint-Hilaire-des-Landes
- Saint-Marc-le-Blanc
- Saint-Rémy-du-Plain
- Sens-de-Bretagne
- Le Tiercent
- Val-Couesnon
- Vieux-Vy-sur-Couesnon